# Pepê
Pour les articles homonymes, voir Pepe.
Eduardo Gabriel Aquino Cossa, plus connu sous le nom de Pepê, né le 24 février 1997 à Foz do Iguaçu, est un footballeur international brésilien qui joue au poste de milieu offensif ou attaquant au FC Porto.

## Biographie

### Carrière en club
Né à Foz do Iguaçu, Pepê est formé dans l'académie du Foz do Iguaçu Futebol Clube, passant aussi la saison 2014 avec Coritiba. Avant la saison 2015, il est promu dans l'équipe senior de Foz et participe à la coupe de São Paulo junior 2016, où il inscrit trois buts, dont un doublé contre le Paraná.
Le 4 avril 2016, Pepê rejoint l'équipe de Série A de Grêmio et fait ses débuts dans la compétition le 28 mai 2017, remplaçant Everton lors d'une victoire 4–3 contre le Sport Recife. Le 3 décembre, il marque son premier but pour le club lors d'une défaite 4–3 contre l'Atlético Mineiro.
Le 8 janvier 2018, Pepê prolonge son contrat jusqu'en 2020 avec le club de Porto Alegre. Le 7 août de la même année, il fait ses débuts en Copa Libertadores, commençant par une défaite 2-1 contre le club argentin Estudiantes.
Son club avait par ailleurs gagné la Copa Libertadores en 2017, Pepê ne participant à aucun match. Il joue en revanche plusieurs matchs lors des deux éditions suivantes, où Grêmio atteint les demi-finales les deux fois.
C'est d'ailleurs dans le demi-finale aller de l'édition 2019 que Pepê va se faire remarquer en marquant un but contre le Flamengo, attirant ainsi les regards de grands clubs européens, tels que le PSG, l’AS Roma ou le FC Porto,,.
En janvier 2021, c'est finalement le FC Porto qui trouve un accord avec Grêmio, pour transférer Pepê en échange de 15 millions d'euros avec un intéressement de 12,5 % dans l'éventualité d'un futur transfert. Il doit alors rejoindre le club de Porto pendant le mercato d'été 2021, pour un bail de cinq saisons,. Il portera le numéro 11, numéro laissé vacant par Moussa Marega parti au Al-Hilal FC. Servi par Fábio Vieira, Pepê inscrit son premier but avec le maillot bleu et blanc portista devant son public du Estádio do Dragão face au Moreirense FC lors de la rencontre de la sixième journée du championnat portugais (5-0), le 19 septembre 2021.

### Carrière en sélection nationale
Pepê peut jouer pour le Brésil, le Paraguay et l'Italie.
Initialement non retenu par Dorival Júnior dans sa liste des 23 pour la Copa América 2024, Pepê figure, le 19 mai 2024, dans la liste finale brésilienne après que la CONMEBOL ait élargi les convocations à 26 joueurs.

## Statistiques
| Saison                | Club                  | Championnat           | Championnat | Championnat | Championnat | Coupe nationale | Coupe nationale | Coupe nationale | Coupe de la Ligue | Coupe de la Ligue | Coupe de la Ligue | Supercoupe | Supercoupe | Supercoupe | Compétition(s) continentale(s) | Compétition(s) continentale(s) | Compétition(s) continentale(s) | Compétition(s) continentale(s) | Ligue d’État | Ligue d’État | Ligue d’État | Coupe du monde des clubs de la FIFA | Coupe du monde des clubs de la FIFA | Coupe du monde des clubs de la FIFA | Brésil | Brésil | Brésil | Total | Total | Total |
| Saison                | Club                  | Division              | M.          | B.          | P.d.        | M.              | B.              | P.d.            | M.                | B.                | P.d.              | M.         | B.         | P.d.       | Comp.                          | M.                             | B.                             | P.d.                           | M.           | B.           | P.d.         | M.                                  | B.                                  | P.d.                                | M.     | B.     | P.d.   | M.    | B.    | P.d.  |
| 2015                  | Foz do Iguaçu FC      | Série D               | 5           | 2           | 0           | -               | -               | -               | -                 | -                 | -                 | -          | -          | -          | -                              | -                              | -                              | -                              | 1            | 0            | 0            | -                                   | -                                   | -                                   | -      | -      | -      | 6     | 2     | 0     |
| 2016                  | Foz do Iguaçu FC      | Série D               | -           | -           | -           | -               | -               | -               | -                 | -                 | -                 | -          | -          | -          | -                              | -                              | -                              | -                              | 7            | 3            | 0            | -                                   | -                                   | -                                   | -      | -      | -      | 7     | 3     | 0     |
| Sous-total            | Sous-total            | Sous-total            | 5           | 2           | 0           | 0               | 0               | 0               | 0                 | 0                 | 0                 | 0          | 0          | 0          | -                              | 0                              | 0                              | 0                              | 8            | 3            | 0            | 0                                   | 0                                   | 0                                   | 0      | 0      | 0      | 13    | 5     | 0     |
| 2017                  | Grêmio Porto Alegre   | Série A               | 3           | 1           | 1           | -               | -               | -               | -                 | -                 | -                 | -          | -          | -          | -                              | -                              | -                              | -                              | -            | -            | -            | -                                   | -                                   | -                                   | -      | -      | -      | 3     | 1     | 1     |
| 2018                  | Grêmio Porto Alegre   | Série A               | 20          | 2           | 0           | 1               | 0               | 0               | -                 | -                 | -                 | -          | -          | -          | CL                             | 3                              | 0                              | 0                              | 4            | 0            | 2            | -                                   | -                                   | -                                   | -      | -      | -      | 28    | 2     | 2     |
| 2019                  | Grêmio Porto Alegre   | Série A               | 32          | 8           | 3           | 5               | 0               | 0               | -                 | -                 | -                 | -          | -          | -          | CL                             | 4                              | 1                              | 0                              | 10           | 4            | 3            | -                                   | -                                   | -                                   | -      | -      | -      | 51    | 13    | 6     |
| 2020                  | Grêmio Porto Alegre   | Série A               | 31          | 9           | 5           | 8               | 0               | 3               | -                 | -                 | -                 | -          | -          | -          | CL                             | 8                              | 3                              | 1                              | 10           | 3            | 0            | -                                   | -                                   | -                                   | -      | -      | -      | 57    | 15    | 9     |
| 2021                  | Grêmio Porto Alegre   | Série A               | -           | -           | -           | -               | -               | -               | -                 | -                 | -                 | -          | -          | -          | CL+CS                          | 1+1                            | 0+1                            | 0+1                            | 3            | 0            | 0            | -                                   | -                                   | -                                   | -      | -      | -      | 5     | 1     | 1     |
| Sous-total            | Sous-total            | Sous-total            | 86          | 20          | 9           | 14              | 0               | 3               | 0                 | 0                 | 0                 | 0          | 0          | 0          | -                              | 17                             | 5                              | 2                              | 27           | 7            | 5            | 0                                   | 0                                   | 0                                   | 0      | 0      | 0      | 144   | 32    | 19    |
| 2021-2022             | FC Porto              | Primeira Liga         | 28          | 4           | 3           | 5               | 0               | 2               | 2                 | 1                 | 0                 | -          | -          | -          | C1+C3                          | 3+4                            | 0+1                            | 0                              | 0            | 0            | 0            | -                                   | -                                   | -                                   | -      | -      | -      | 42    | 6     | 5     |
| 2022-2023             | FC Porto              | Primeira Liga         | 34          | 4           | 7           | 6               | 0               | 0               | 6                 | 1                 | 2                 | 1          | 0          | 1          | C1                             | 8                              | 0                              | 0                              | -            | -            | -            | -                                   | -                                   | -                                   | -      | -      | -      | 55    | 5     | 10    |
| 2023-2024             | FC Porto              | Primeira Liga         | 34          | 4           | 6           | 6               | 2               | 1               | 2                 | 1                 | 0                 | 1          | 0          | 0          | C1                             | 7                              | 1                              | 2                              | -            | -            | -            | -                                   | -                                   | -                                   | 2      | 0      | 0      | 52    | 8     | 9     |
| 2024-2025             | FC Porto              | Primeira Liga         | 31          | 3           | 2           | 1               | 1               | 0               | 1                 | 0                 | 0                 | -          | -          | -          | C3                             | 10                             | 1                              | 2                              | -            | -            | -            | 2                                   | 1                                   | 0                                   | -      | -      | -      | 45    | 6     | 4     |
| 2025-2026             | FC Porto              | Primeira Liga         | 2           | 2           | 0           | -               | -               | -               | -                 | -                 | -                 | -          | -          | -          | -                              | -                              | -                              | -                              | -            | -            | -            | -                                   | -                                   | -                                   | -      | -      | -      | 2     | 2     | 0     |
| Sous-total            | Sous-total            | Sous-total            | 129         | 17          | 18          | 18              | 3               | 3               | 11                | 3                 | 2                 | 2          | 0          | 1          | -                              | 32                             | 3                              | 4                              | 0            | 0            | 0            | 2                                   | 1                                   | 0                                   | 2      | 0      | 0      | 196   | 27    | 28    |
| Total sur la carrière | Total sur la carrière | Total sur la carrière | 220         | 39          | 27          | 32              | 3               | 6               | 11                | 3                 | 2                 | 2          | 0          | 1          | -                              | 49                             | 8                              | 6                              | 35           | 10           | 5            | 2                                   | 1                                   | 0                                   | 2      | 0      | 0      | 353   | 64    | 47    |

### En sélection nationale
| Saison                | Sélection             | Phases finales        | Phases finales | Phases finales | Phases finales | Éliminatoires CDM | Éliminatoires CDM | Éliminatoires CDM | Matchs amicaux | Matchs amicaux | Matchs amicaux | Total | Total | Total |
| Saison                | Sélection             | Compétition           | M              | B              | Pd             | M                 | B                 | Pd                | M              | B              | Pd             | M     | B     | Pd    |
| --------------------- | --------------------- | --------------------- | -------------- | -------------- | -------------- | ----------------- | ----------------- | ----------------- | -------------- | -------------- | -------------- | ----- | ----- | ----- |
| 2023-2024             | Brésil                | Copa América 2024     | 0              | 0              | 0              | 1                 | 0                 | 0                 | 1              | 0              | 0              | 2     | 0     | 0     |
| Total sur la carrière | Total sur la carrière | Total sur la carrière | 0              | 0              | 0              | 1                 | 0                 | 0                 | 1              | 0              | 0              | 2     | 0     | 0     |

## Palmarès
Grêmio Porto Alegre
- Vainqueur du Campeonato Gaúcho en 2018, 2019, 2020 et 2021.

 FC Porto
- Vainqueur du Championnat du Portugal en 2022.
  - Vice-champion du Portugal en 2023.
- Vainqueur de la Coupe du Portugal en 2022, 2023 et 2024.
- Vainqueur de la Supercoupe du Portugal en 2022.
- Vainqueur de la Coupe de la Ligue en 2023.